# Bandeira de Toquelau

Bandeira da Nova Zelândia

A Bandeira de Toquelau é um dos símbolos desse território não soberano sob administração da Nova Zelândia.

## História
A bandeira da Nova Zelândia é a bandeira oficial de Toquelau. Uma bandeira alternativa e não oficial é frequentemente utilizada pelos ilhéus. É muito provável que, caso Toquelau se torne independente, uma nova bandeira será a oficial. Em 2006 realizou-se em Toquelau um referendo visando a sua auto-determinação; a proposta foi declinada (houve apoio mas não de maioria absoluta), e em 2007 foi realizado outro referendo com o mesmo teor, sendo a proposta recusada de novo, desta vez por uma margem de 16 votos.  
Em Junho de 2007 o parlamento regional (General Fono) decidiu acerca da futura bandeira, do hino e do símbolo nacional de Toquelau. As três estrelas da bandeira não oficial (que não será a futura bandeira de acordo com o General Fono) representam os três atóis que constituem as ilhas de Toquelau.
No mês de Maio de 2008, o General Fono aprovou as versões finais dos símbolos nacionais de Toquelau. O modelo da bandeira aprovado baseia-se na proposta de 2007 com modificações ao arranjo das estrelas; figura o Cruzeiro do Sul em vez uma representação geográfica das ilhas. Foi também aprovado um emblema nacional. A bandeira tornou-se oficial em 7 de setembro de 2009.

## Características
A bandeira consiste em um retângulo de proporção largura-comprimento de 1:2 de fundo azul sobre o qual há a representação de um Cruzeiro do Sul com estrelas brancas de cinco pontas do lado esquerdo. Centralizado à esquerda, uma canoa de tokelau estilizada. O azul da bandeira é a cor pantone 280C e o amarelo-ouro 109C.

## Simbolismo
A canoa simboliza a jornada de Tokelau em busca da melhor estrutura de governança para seu povo; o Cruzeiro do Sul simboliza um auxílio à navegação para a jornada. A Cruz do Sul ajudou os pescadores de Tokelauan a navegar nas águas ao redor de Tokelau por séculos, enquanto eles pescavam para sustentar famílias e aldeias com suas riquezas. As estrelas brancas são um símbolo do cristianismo, uma parte importante da vida cotidiana em Tokelau. o vranco também significa a cooperação e a unidade entre os atóis de Tokelau e uma aspiração compartilhada de garantir uma vida melhor aos toquelauanos. Amarelo significa uma comunidade feliz e pacífica. Azul significa o oceano do qual os Tokelauanos dependem para sua subsistência e também é a cor do céu que mantém as estrelas que dirigem o povo de Tokelau.

## Galeria

Bandeira oficial de Toquelau
Bandeira não oficial de Toquelau (1989-2008)